# Arktisstrategie der Europäischen Union

Dänemark, Norwegen und Island haben historische Verbindungen und Interessen in der arktischen Polarregion

Die Arktisstrategie der Europäischen Union ist ein 2012 beschlossener Strategieplan zur Forschung und Entwicklung in der arktischen Region durch die EU. Die Strategie soll die Interessen der Gemeinschaft in der nördlichsten  Hemisphäre sichern und entwickeln. 

## Inhalt
Ein besonderes Augenmerk legt die Strategie auf die wirtschaftlich bedeutende Schifffahrt, da die Arktis voraussichtlich in 30 bis 40 Jahren im Sommer eisfrei sein wird (transarktische Schifffahrt). Eine weitere Rolle spielt der mögliche Bergbau. Die Wirkung des Klimawandels soll unter Berücksichtigung der nachhaltigen Entwicklung indigener Gemeinschaften weiter erforscht werden.
Die Mitteilung enthält eine Reihe von Maßnahmen zur Unterstützung des Umgangs mit der Arktis. Dazu zählen:
- Unterstützung der Arktisforschung im Rahmen des von der Kommission vorgeschlagenen Forschungs- und Innovationsprogramms „Horizont 2020“ in Höhe von 80 Mrd. EUR (siehe IP/11/1475),
- Beitrag zu Such- und Rettungsmaßnahmen in der Arktis durch den Einsatz von Beobachtungssatelliten der ersten Generation (siehe IP/11/1477),
- verstärkte Maßnahmen zur Bekämpfung des Klimawandels,
- Nutzung der EU-Fördermöglichkeiten für eine größtmögliche nachhaltige Entwicklung in der Arktis zugunsten der lokalen und indigenen Gemeinschaften,
- Förderung und Entwicklung umweltfreundlicher Technologien für die mineralgewinnende Industrie in der Arktis,
- Stärkung des bilateralen Dialogs über die Arktis betreffende Fragen mit Island, Kanada, Norwegen, der Russischen Föderation und den Vereinigten Staaten, u. a. durch den Antrag auf dauerhaften Beobachterstatus im Arktischen Rat,
- verstärkte Bemühungen, regelmäßige Dialoge mit Vertretern von Organisationen indigener Völker über EU-Politiken und Programme zu führen.